# Luigi Figini

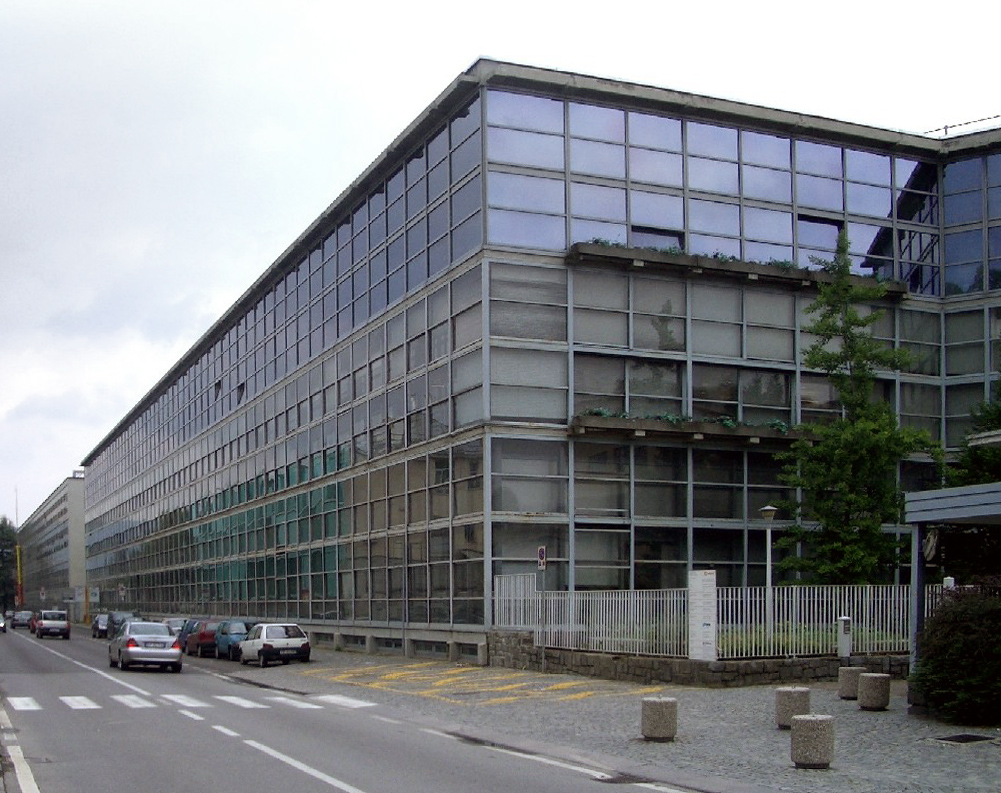
Olivetti i Ivrea, av Pollini & Figini

Luigi Figini, född 27 januari 1903 i Milano, Italien, död 13 mars 1984 i Milano, var en italiensk arkitekt.
Figini studerade arkitektur i Milano. Han arbetade från 1929 tillsammans med Gino Pollini. Figini var tillsammans med Pollini, Giuseppe Terragni med flera, en av medlemmarna i Gruppo 7, en modernistisk arkitektgrupp som grundades 1926. Figini & Pollinis mest kända arbeten var för Olivetti i Ivrea från 1934 till 1960. År 1966 ritade Figini & Pollini kyrkan Santi Giovanni e Paolo i Milano.

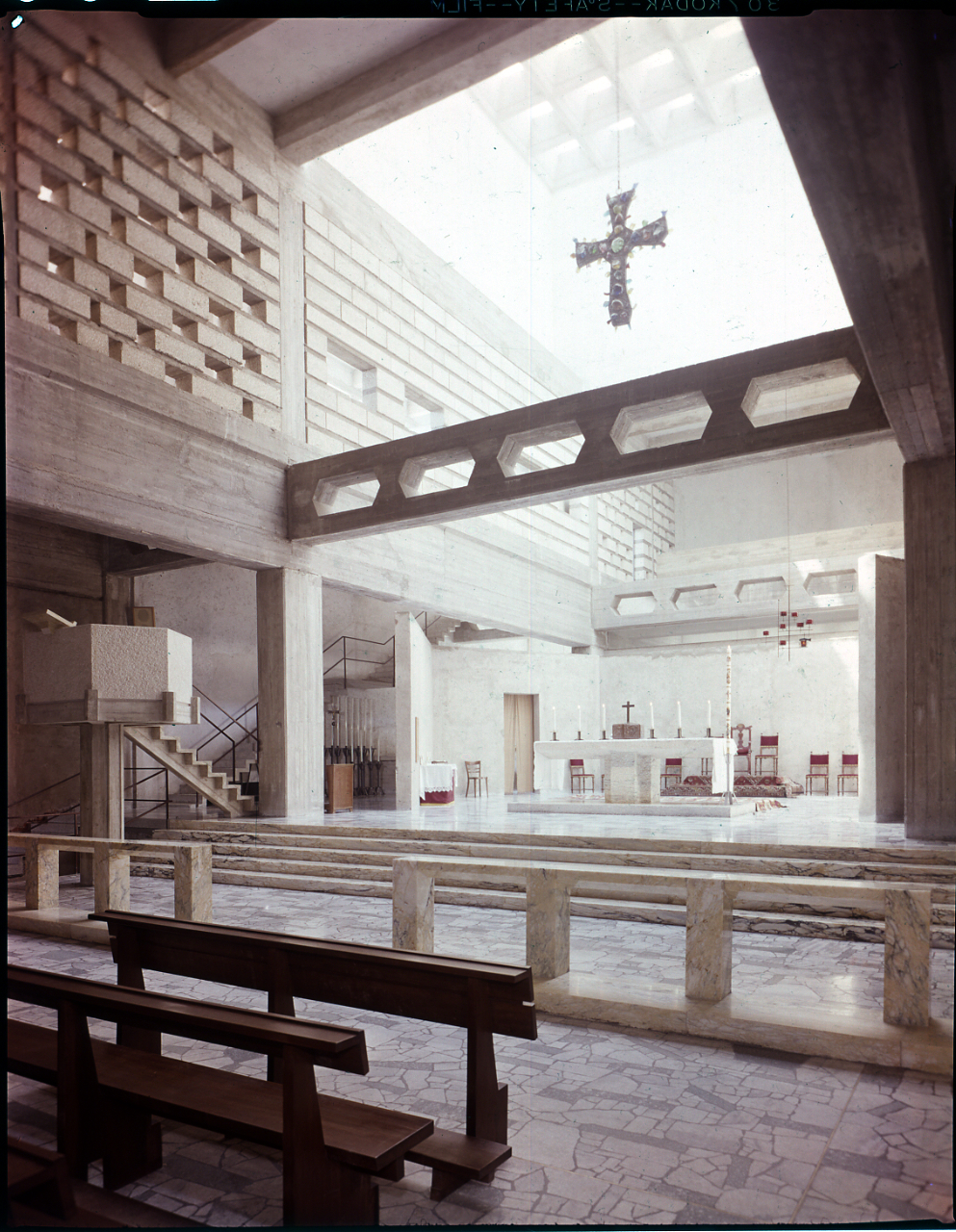
Figini & Pollini, kyrka Madonna dei Poveri, Milano (1952–1954).
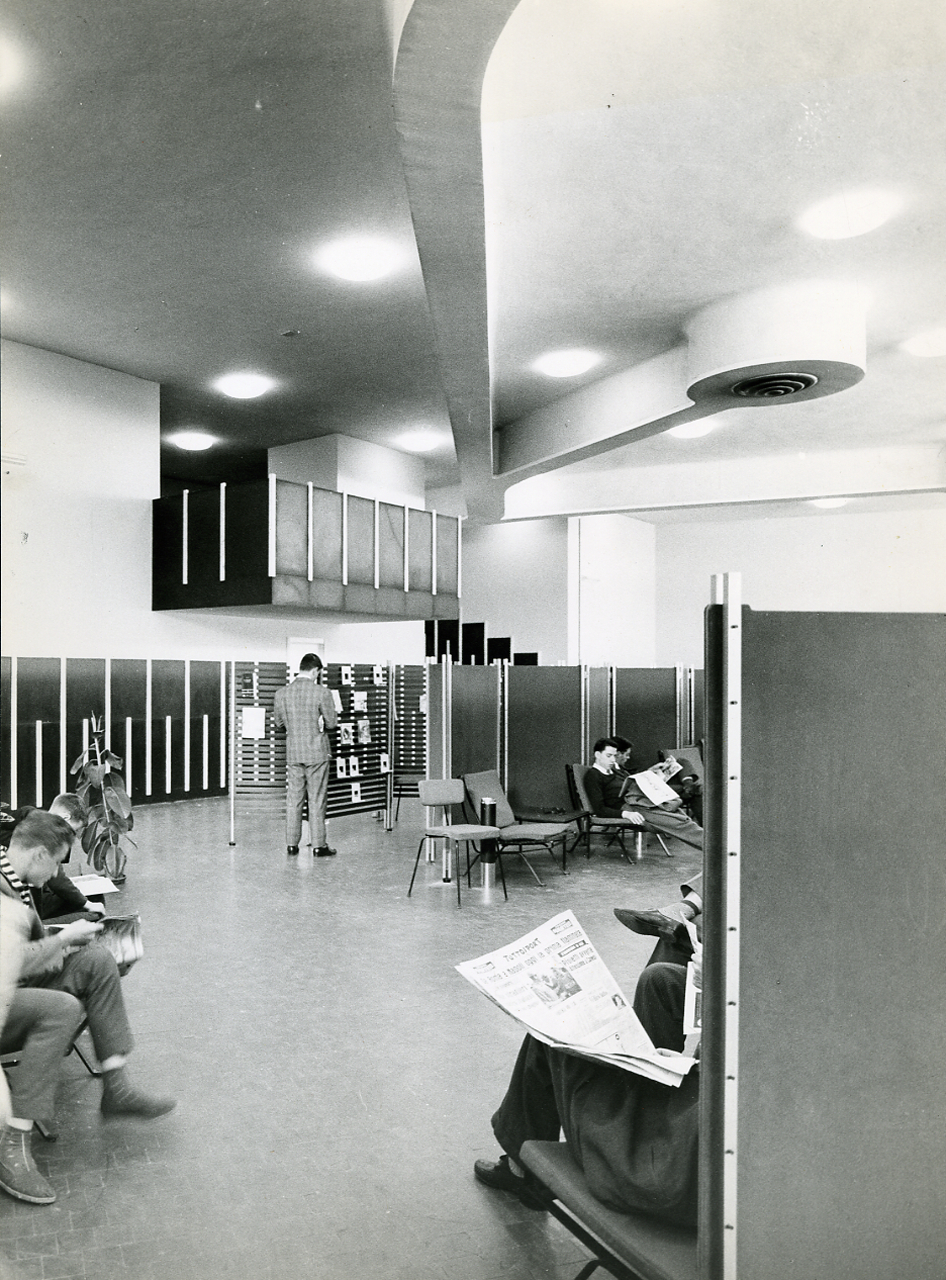
Figini & Pollini, Olivetti huvudkontor i Ivrea. Nya ICO varv, läsrum.